# Anna Rågel
Anna Rågel, eller Anna Rogel från Sastmola född 1751, död 1784, var en finsk väckelsepredikant. Hon räknas som den mest betydande av de kvinnliga predikanterna inom den väckelserörelsen inom Satakundas och Österbottens kusttrakter under 1700-talet. Hon var också banbrytare inom det s.k. dvalapredikandet.
Rågel blev våren 1770 svårt sjuk och sängbunden. Under medvetslöst tillstånd ska hon sedan ha satt sig upp, sjungit och mässat i trans utan att efteråt ha haft något minne av vad hon sagt. Tusentals vallfärdade för att höra på henne och förde vidare rörelsen till sina hemtrakter. Hon vistades en tid i Vasa hos handelsmannen Johan Blad för att skötas, och rörelsen spred sig sedan till Sverige. 
Ett monument restes över henne 1870.